# ピーター・ズントー
ピーター・ズントー（Peter Zumthor, 1943年4月26日 - ）は、スイスの建築家。日本では一般にピーター・ズントーとして知られているが、ペーター・ツムトーアという転写が本人の母語であるドイツ語の発音により近い。

## 略歴
1943年にスイスのバーゼルに生まれた。家具製作を生業とする家庭で幼い頃から木工仕事に親しんで育ち、父親のもとで家具製作工としての職業教育を受けた。バーゼルの造形学校で“室内建築”およびデザインを学び、ニューヨークのプラット・インスティチュートでインダストリアル・デザインを学んだ後、スイス・グラウビュンデン州（スイス南東部に位置）にて歴史的建造物の修復の仕事に携わった。
1979年、同州ハルデンシュタインにアトリエを設立、ここを拠点に活動を展開し、スイスの内外に作品を残している。スイス、グラウビュンデン州の小さな山里に作られた温泉スパ施設「テルメ・ヴァルス」は特に有名で、岩盤の中に穏やかな光が調和する空間を演出した。建築家としての活動のかたわら、スイスのルガーノ大学メンデリジオ建築アカデミーの教授を務めていた。2009年にはプリツカー賞を受賞した。

## 作品
| 名称                                       | 英名                              | 年     | 所在地             | 国           | 備考 |
| ------------------------------------------ | --------------------------------- | ------ | ------------------ | ------------ | ---- |
| 塔の家（改修）                             | Chisti                            | 1970年 | ルンブライン       | スイス       |      |
| カフェ・ドュ・モン（改修）                 | Cafe de Mont                      | 1970年 | フェラ             | スイス       |      |
| コミュニティーセンター（改修）             | Casa Communala                    | 1970年 | ルンブライン       | スイス       |      |
| クールワルデン小学校                       | Elementary School Churwalden      | 1983年 | クールワルデン     | スイス       |      |
| レート・ハウス                             | House Räth                        | 1983年 | ハルデンシュタイン | スイス       |      |
| ローマ遺跡発掘シェルター                   | Shelters for Roman Ruins          | 1986年 | クール             | スイス       |      |
| アトリエ・ズントー                         | Atelier Zumthor                   | 1986年 | ハルデンシュタイン | スイス       |      |
| 聖ベネディクト教会                         | Saint Benedict Chapel             | 1989年 | スンヴィッツ       | スイス       |      |
| クール・ビュンドナー美術館                 | Art Museum Chur                   | 1990年 | クール             | スイス       |      |
| マサンスの老人ホーム                       | Home for Senior Citizens          | 1993年 | クール             | スイス       |      |
| グガルン・ハウス                           | Gugalun House                     | 1994年 | ヴェルサム         | スイス       |      |
| シュピッテルホーフ集合住宅                 | Spittelhof Housing                | 1996年 | ビール・ベンケン   | スイス       |      |
| テルメルバード・ヴァルス                   | Thermal Bath Vals                 | 1996年 | ヴァルス           | スイス       |      |
| ブレゲンツ美術館                           | Kunsthaus Bregenz                 | 1997年 | ブレゲンツ         | オーストリア |      |
| トポグラフィ・オブ・テラー（中止）         | Topography of Terror              | 1997年 | ベルリン           | ドイツ       |      |
| ハノーヴァー万博スイス・パヴィリオン       | Swiss Pavilion EXPO 2000          | 2000年 | ハノーファー       | ドイツ       |      |
| ハウス・ルージ                             | House Luzi                        | 2002年 | イェーナウ         | スイス       |      |
| ハウス・ズントー                           | House Zumthor                     | 2005年 | ハルデンシュタイン | スイス       |      |
| ブラザー・クラウス野外礼拝堂               | Bruder Klaus Field Chapel         | 2007年 | ヴァッヘンドルフ   | ドイツ       |      |
| 聖コロンバ教会ケルン大司教区美術館         | Art Museum Kolumba                | 2007年 | ケルン             | ドイツ       |      |
| 魔女裁判の犠牲者達のための記念館           | Steilneset Witch Trial Memorial   | 2011年 | バルデ             | ノルウェー   |      |
| サーペンタイン・ギャラリー・パビリオン2011 | Serpentine Gallery Pavilion 2011  | 2011年 | ロンドン           | イギリス     |      |
| ヴェルクラウム工芸会館                     | Werkraum House                    | 2013年 | アンデルスブッフ   | オーストリア |      |
| 新アトリエ                                 | New Atelier Süsswinkel 17         | 2015年 | ハルデンシュタイン | スイス       |      |
| アルマンナユベの亜鉛鉱山博物館             | Zinc Mine Museum at Allmannajubet | 2016年 | セウダ             | ノルウェー   |      |
| セキュアー・リトリート                     | Secular Retreat                   | 2018年 | デヴォン           | イギリス     |      |

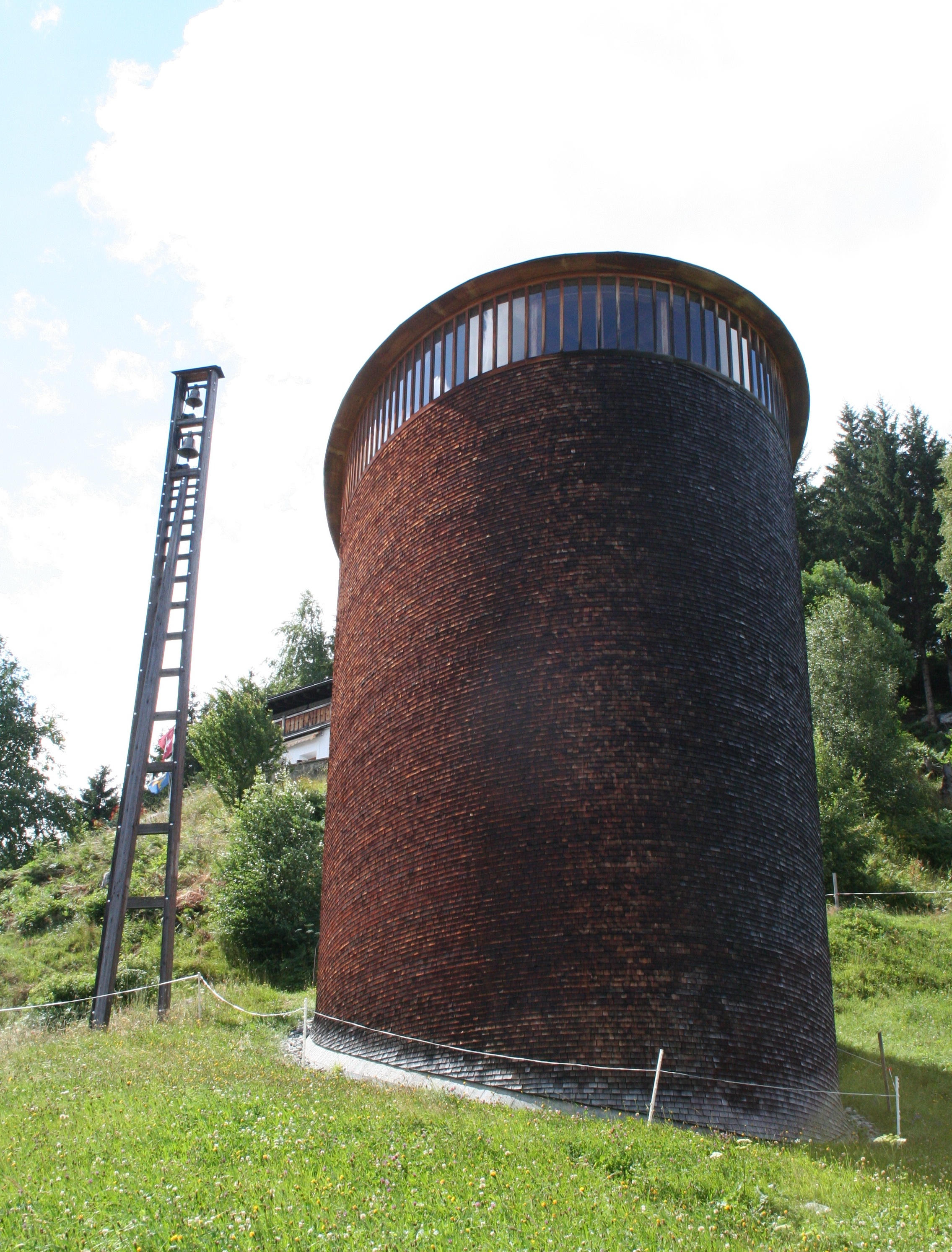
聖ベネディクト教会
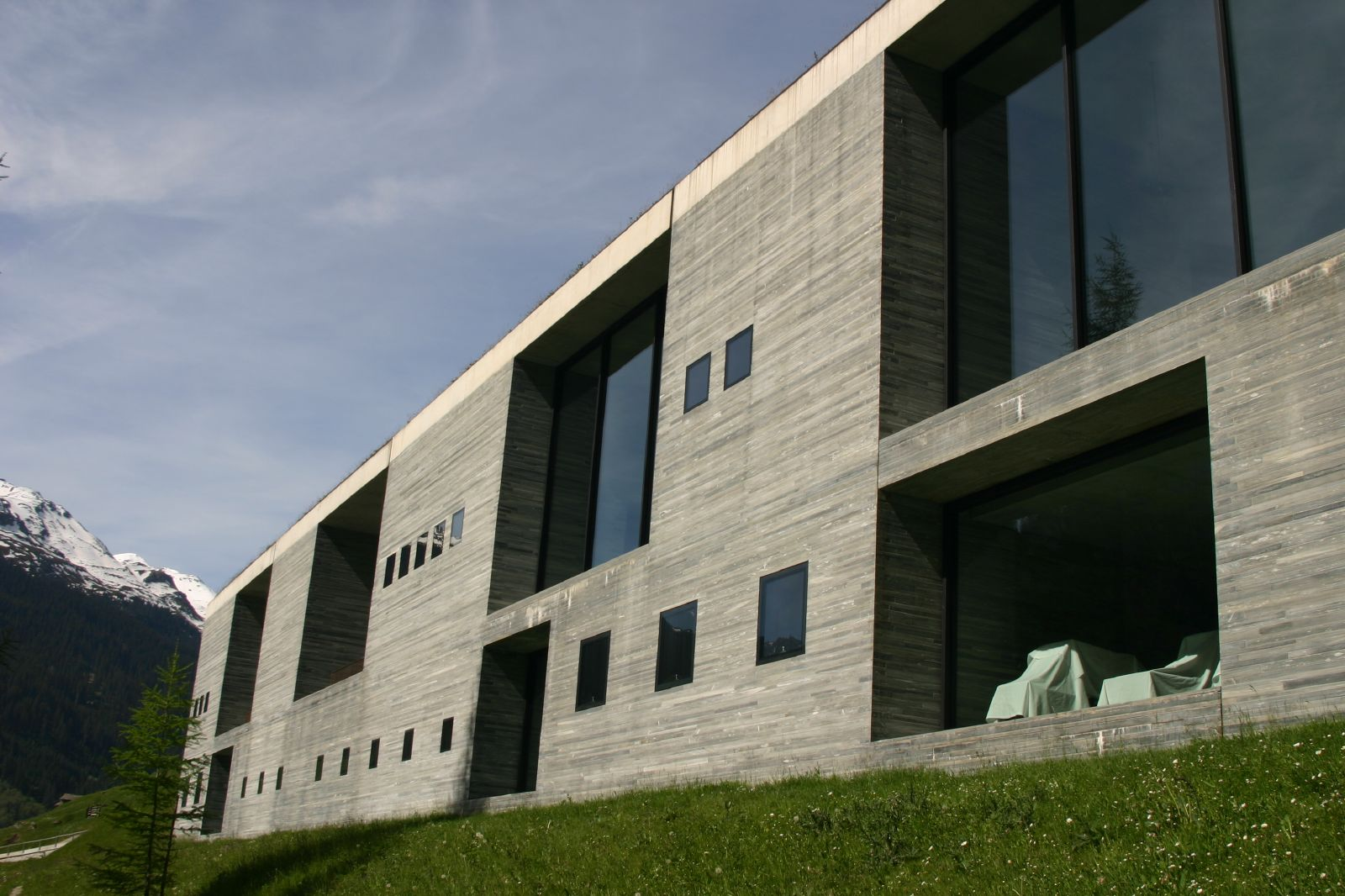
テルメルバード・ヴァルス
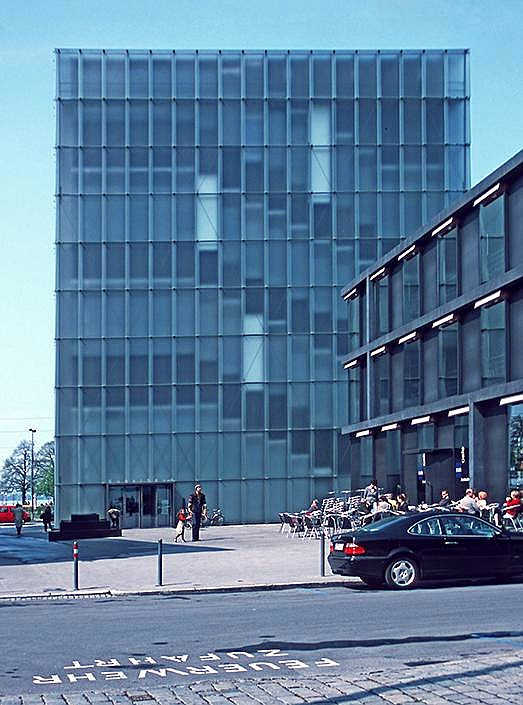
ブレゲンツ美術館
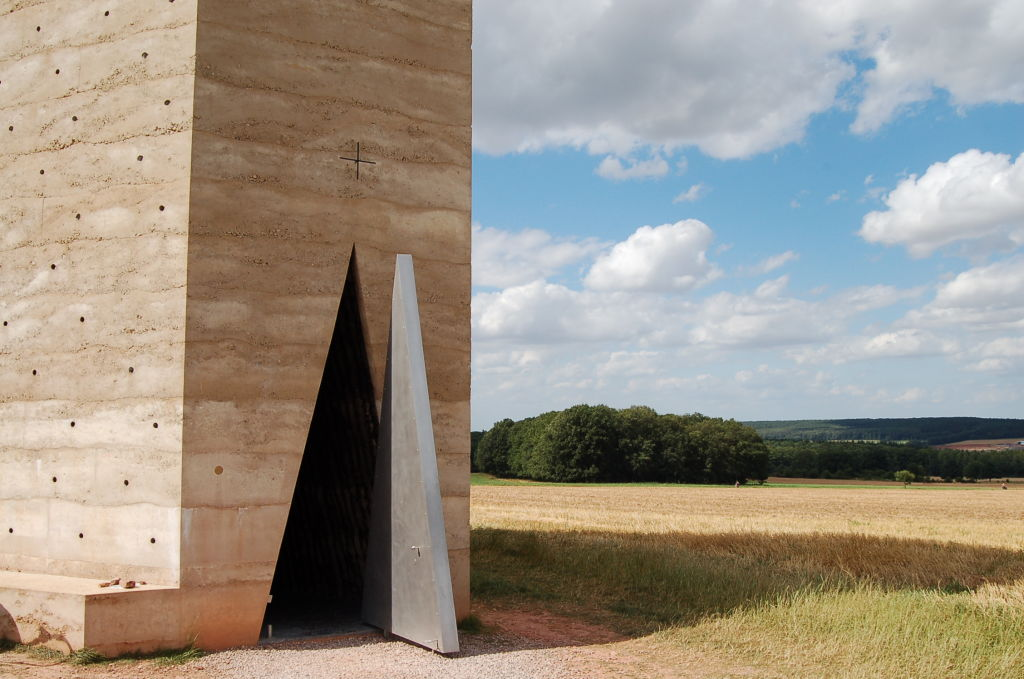
ブラザー・クラウス野外礼拝堂
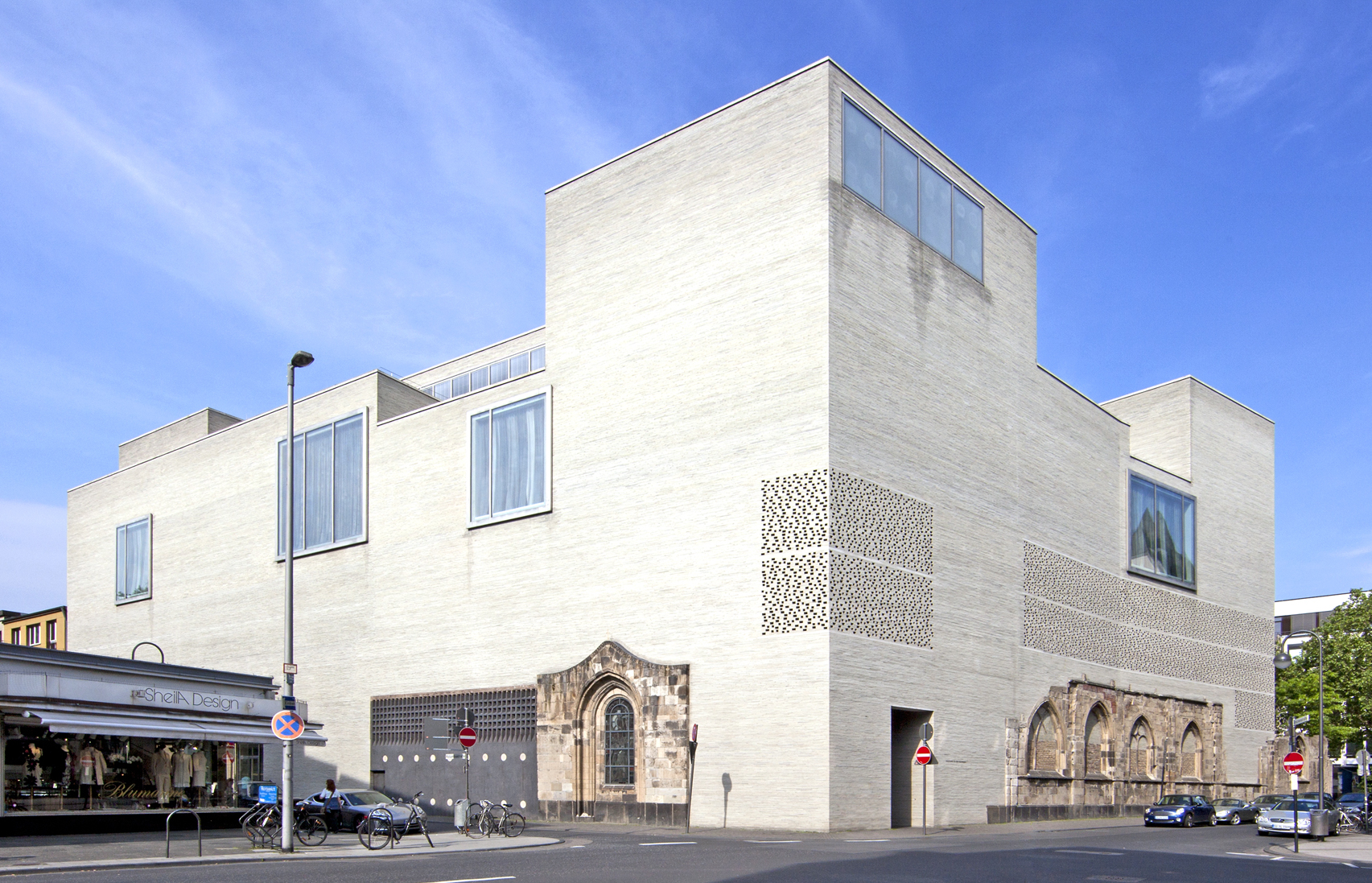
聖コロンバ教会ケルン大司教区美術館
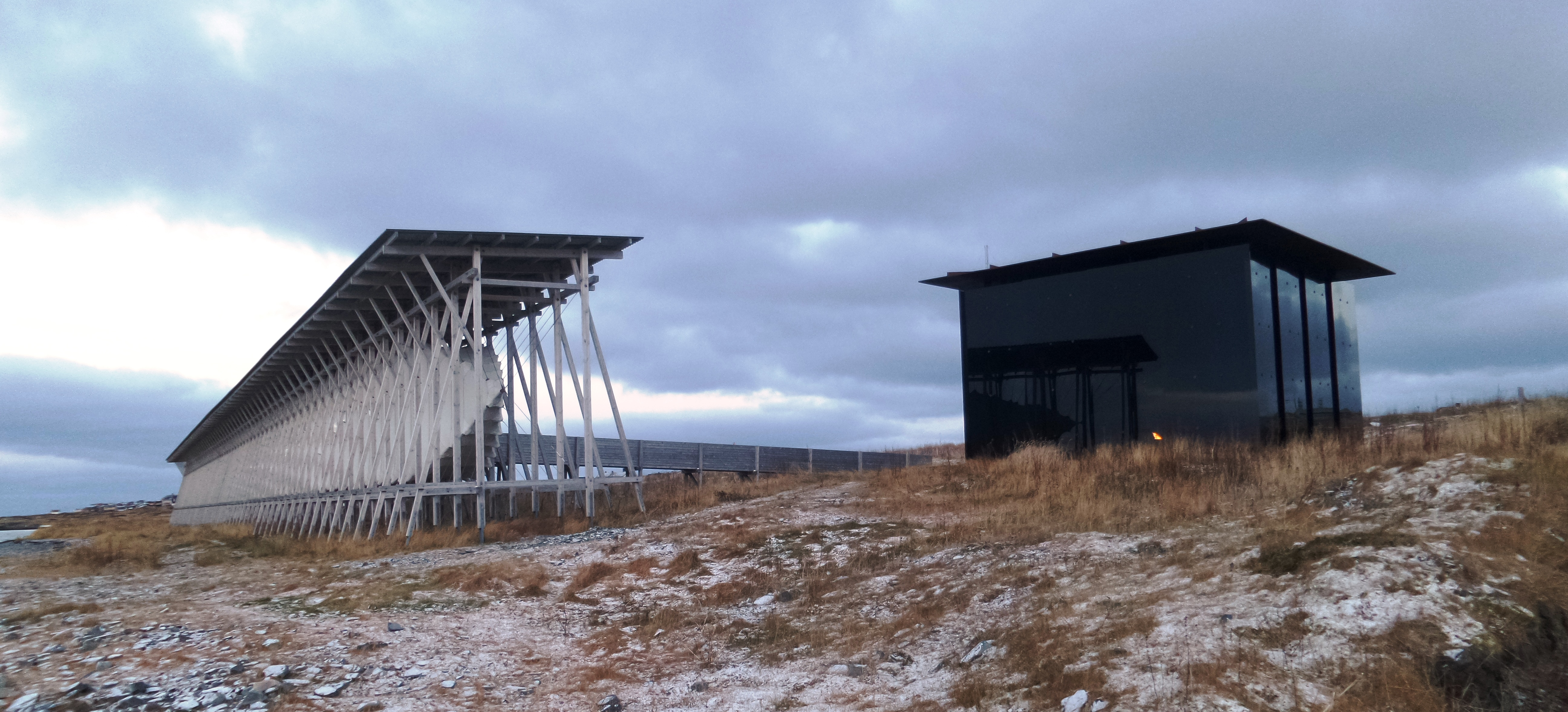
魔女裁判の犠牲者達のための記念館
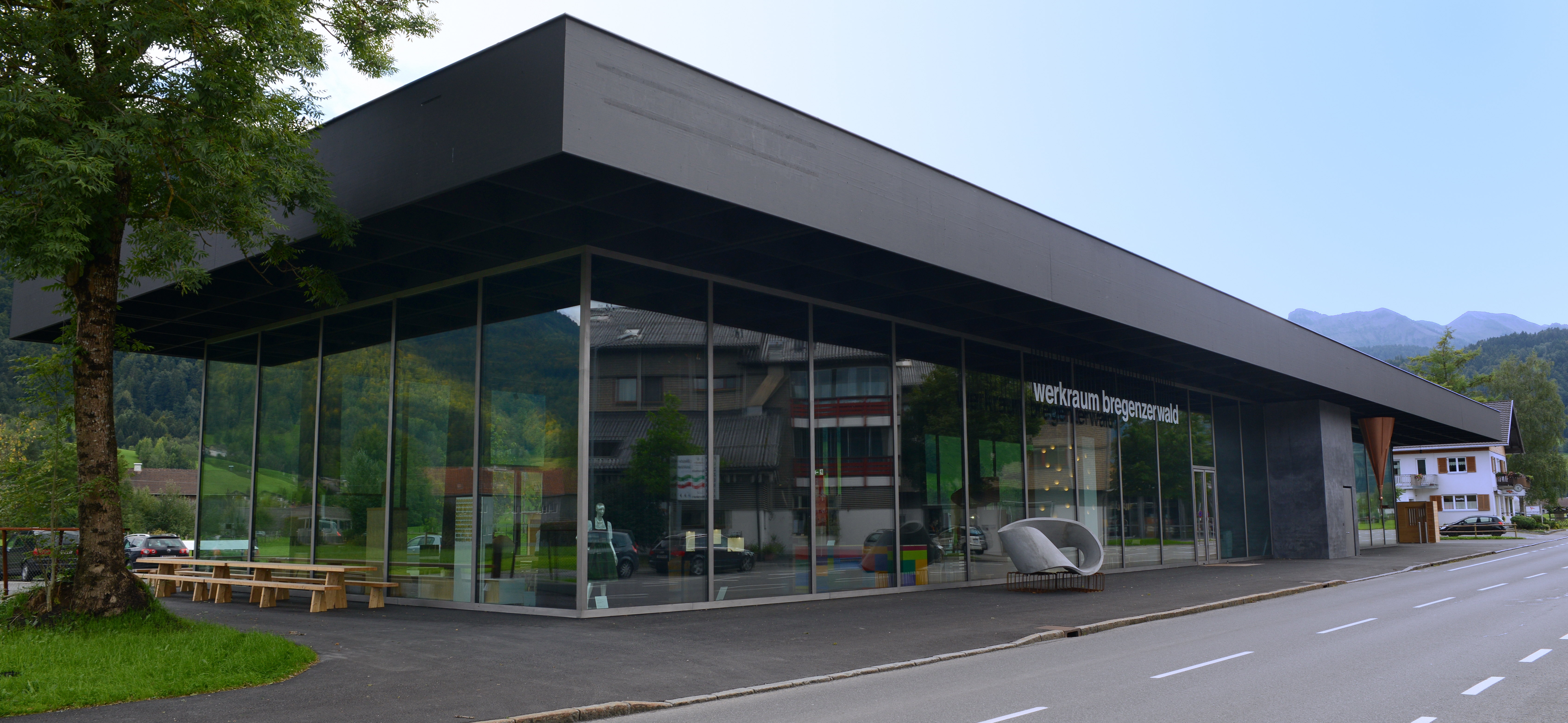
ヴェルクラウム工芸会館
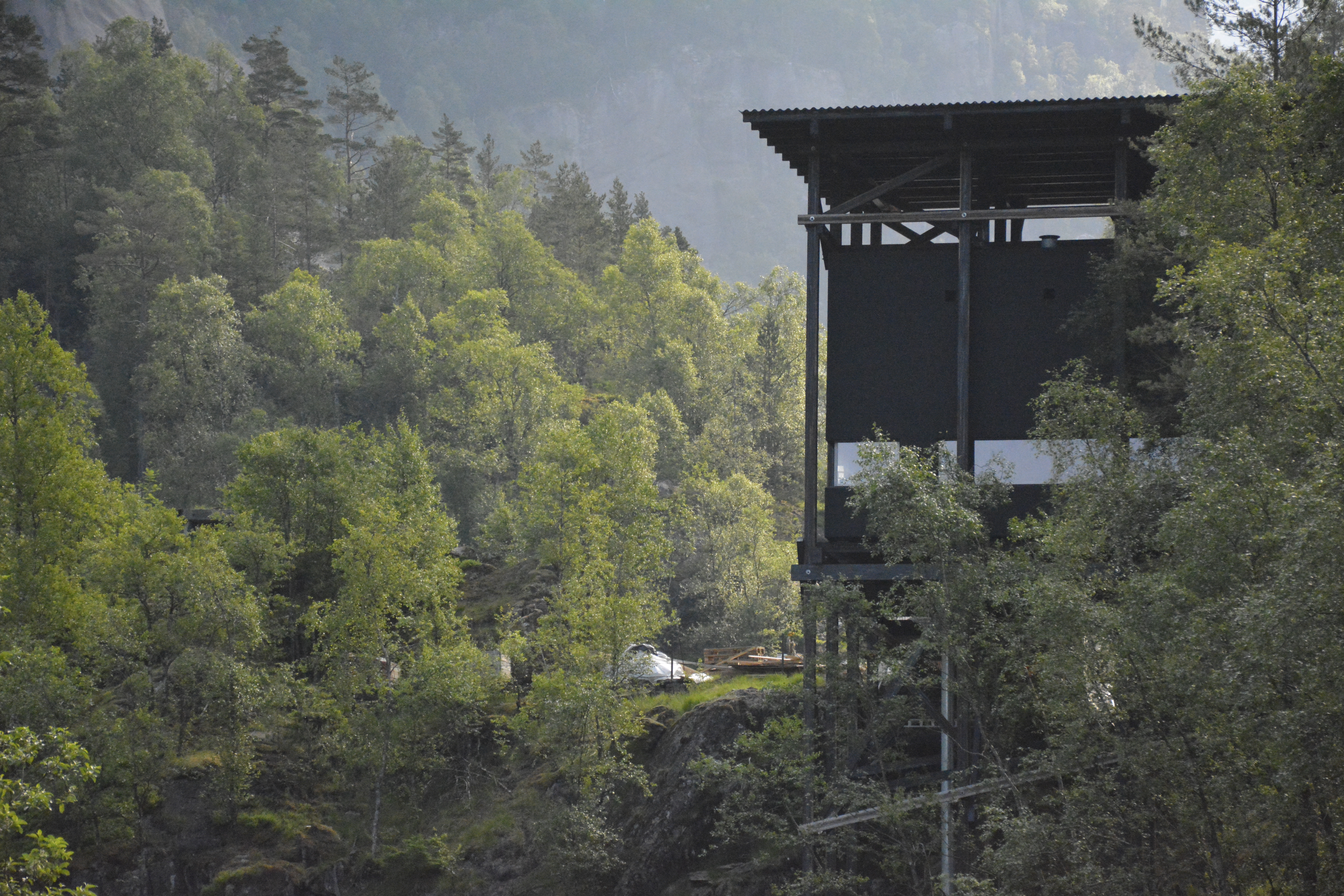
アルマンナユベの亜鉛鉱山博物館

## 著書
- 『建築を考える』、鈴木仁子訳、みすず書房、2012年。
- 『空気感（アトモスフェア）』、鈴木仁子訳、みすず書房、2015年。

以下の書名はすべて英語版
- Three Concepts
- Thinking Architecture
- Mathematical Analysis
- Atmospheres
- Peter Zumthor Therme Vals

## 受賞
- 1996年 - エーリッヒ・シェリング建築賞
- 1998年 - カールスベルグ建築賞
- 1999年 - ミース・ファン・デル・ローエ欧州建築賞
- 2008年 - 高松宮殿下記念世界文化賞
- 2009年 - プリツカー賞
- 2013年 - RIBAゴールドメダル

## 関連文献
- a+u臨時増刊 ピーター・ズントー（エー・アンド・ユー、1998年）
- Casa BRUTUS 2003年12月号（マガジンハウス、2003年）
- エスクァイア日本版 2004年10月号（エスクァイア マガジン ジャパン、2004年）